# عنکبوت گورخری
عنکبوت گورخری (نام علمی: Salticus scenicus) نام یک گونه از تیره عنکبوت جهنده است.